# Eva Hannesdóttir
Eva Hannesdóttir (ur. 3 grudnia 1987 w Reykjavíku) – islandzka pływaczka, specjalizująca się głównie w stylu dowolnym.
Wystartowała na igrzyskach olimpijskich 2012 w sztafecie 4 × 100 m stylem zmiennym (15. miejsce).